# Ciclones Judy e Kevin
Ciclones Judy (esquerda) e Kevin (direita) perto do pico de intensidade em março
Os ciclones Judy e Kevin foram um par de ciclones tropicais intensos que atingiram a ilha de Vanuatu, no Pacífico, com 48 horas de diferença um do outro em março de 2023. Eles foram a quarta e a quinta tempestades nomeadas da temporada de ciclones do Pacífico Sul de 2022–23, respectivamente, bem como o segundo e o terceiro ciclones tropicais severos da temporada. No final de fevereiro, Judy havia afetado as Ilhas Salomão, e pouco depois, Kevin começou a afetar o país.
As nações foram atingidas por ventos fortes e mares destrutivos. Vanuatu foi fortemente afetada, sendo atingida por ambos os ciclones com dois dias de intervalo. O governo pediu ajuda à Austrália e à Nova Zelândia logo após a dissipação de Judy. Em 3 de março, quando Kevin estava impactando as ilhas, um terremoto de magnitude 6,5 atingiu a oeste do Espírito Santo e, em seguida, um tremor secundário de magnitude 5,5 atingiu a ilha logo depois. No entanto, nenhuma morte ou ferimento significativo foi relatado em relação a nenhum dos ciclones.

## História meteorológica

### Ciclone Judy
Em 23 de fevereiro, o Serviço Meteorológico de Fiji (FMS) informou que o distúrbio tropical 08F havia desenvolvido cerca de 130 km (81 mi) ao sudeste de Halalo em Wallis e Futuna. Nesta fase, a perturbação foi mal organizada, pois a circulação de baixo nível do sistema estava totalmente exposta, enquanto a convecção atmosférica se formava nos quadrantes norte e leste da circulação. Nos dias seguintes, o sistema moveu-se lentamente para o oeste e gradualmente se consolidou em um ambiente marginal para a ciclogênese tropical, com temperaturas muito quentes na superfície do mar de 29–30 °C (84–86 °F) sendo compensado por níveis moderados a altos de cisalhamento vertical do vento.
Durante 26 de fevereiro, à medida que a perturbação continuou a se desenvolver, o Joint Typhoon Warning Center (JTWC) dos Estados Unidos emitiu um alerta de formação de ciclones tropicais (TCFA) no sistema, enquanto o FMS relatou que 08F havia se desenvolvido em uma depressão tropical. Por volta de 1100 VUT (00:00 UTC ) em 27 de fevereiro, o JTWC classificou a depressão como ciclone tropical 15P e iniciou alertas sobre ela, depois de receber uma imagem ASCAT-B de alvo que mostrou que ventos de até 35 kn (65 km/h; 40 mph) estavam ocorrendo no quadrante leste do sistema. Mais ou menos na mesma época, o FMS informou que o sistema havia se desenvolvido em um ciclone tropical de categoria 1 na escala australiana de intensidade de ciclones tropicais e o chamou de Judy, enquanto estava localizado a cerca de 35 km (22 mi) ao sudeste de Fatutaka nas Ilhas Salomão. O ciclone então começou a se consolidar, com o aprofundamento da convecção central à medida que se movia para sudoeste sob a influência de uma cordilheira subtropical a sudeste.

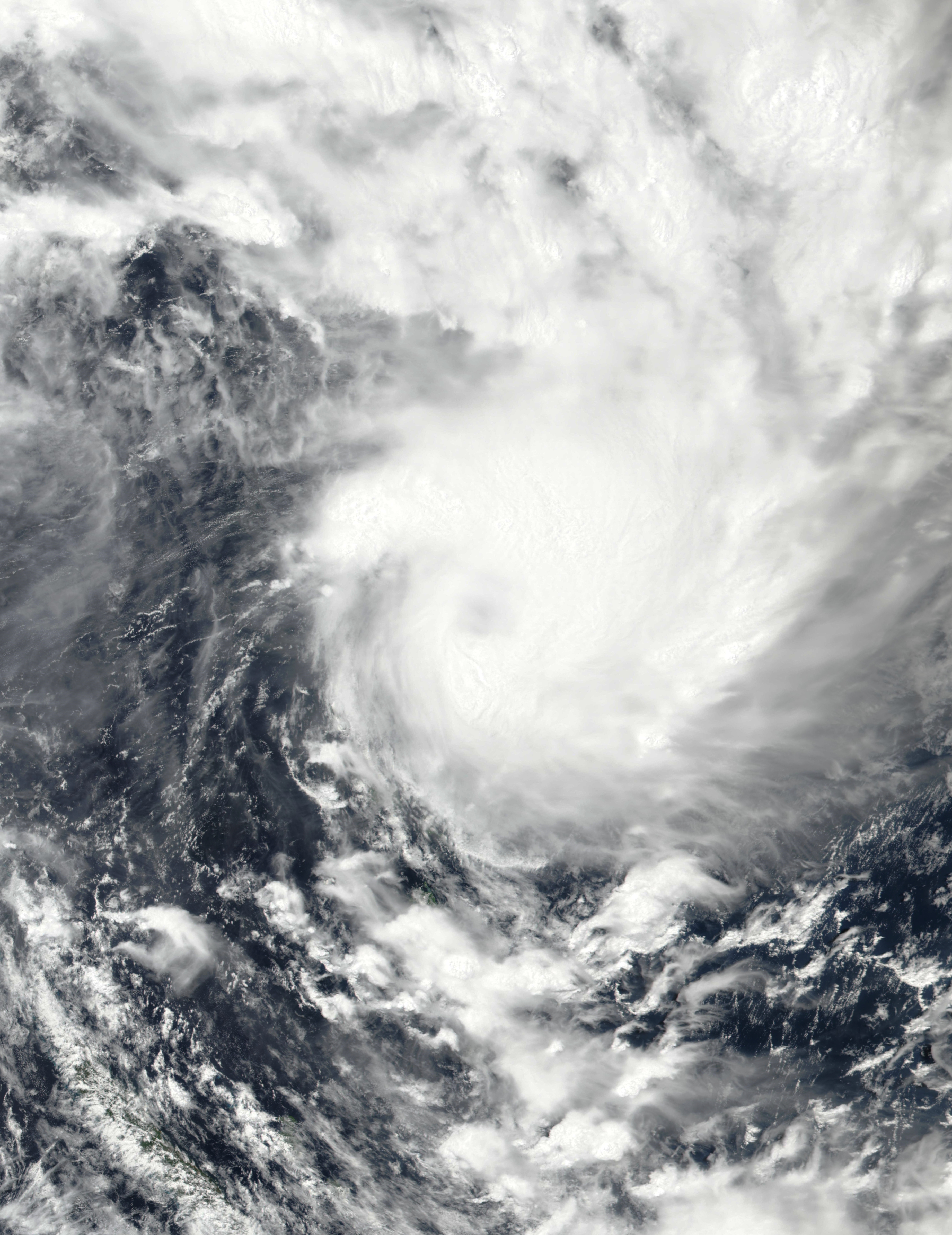
Ciclone Judy se intensificando em 28 de fevereiro

Às 09:00 UTC de 28 de fevereiro, Judy havia se fortalecido para um ciclone tropical equivalente à categoria 1 na escala de ventos de furacões Saffir-Simpson (SSHWS). Judy se desenvolveu ainda mais devido às altas temperaturas da superfície do mar de 30 °C (86 °F), levando o FMS a atualizar seu status para ciclone tropical de categoria 2 no mesmo dia, antes de atualizar ainda mais para um ciclone tropical severo de categoria 3 em 28 de fevereiro. Continuando a se intensificar rapidamente, Judy então se fortaleceu em um ciclone equivalente à categoria 2. Por volta das 22:00 UTC daquele mesmo dia, Judy atingiu a ilha de Efate em Vanuatu, com ventos sustentados de 1 minuto de 90–95 kn (167–176 km/h; 104–109 mph). Em 1 de março, o FMS informou que Judy havia se tornado um ciclone tropical severo de categoria 4. O JTWC seguiu o exemplo, atualizando o sistema para um ciclone tropical equivalente à categoria 3. Judy então atingiu seu pico de intensidade às 12:00 UTC do mesmo dia, com ventos sustentados de 95 kn (176 km/h; 109 mph) em 10 minutos. e ventos sustentados de 1 minuto de 105 kn (194 km/h; 121 mph). No entanto, o aumento do cisalhamento do vento logo afetou o sistema e, em 2 de março, o FMS relatou que os ventos de Judy haviam caído para 80 kn (150 km/h; 92 mph), tornando-se um ciclone tropical severo de categoria 3. Ao mesmo tempo, o JTWC rebaixou o sistema para um ciclone tropical equivalente à categoria 2.

Virando para sudeste, Judy enfraqueceu ainda mais para um ciclone tropical equivalente à categoria 1, pois o ambiente desfavorável que consistia em resfriar as temperaturas da superfície do mar e o forte cisalhamento do vento desfez a convecção central da tempestade. Ao mesmo tempo, o FMS passou a responsabilidade de alertar o sistema para o MetService da Nova Zelândia, uma vez que deixou sua área de responsabilidade. Às 06:00 UTC do dia seguinte, o MetService rebaixou Judy para um ciclone tropical de categoria 2. Três horas depois, o JTWC reclassificou Judy como um sistema subtropical, observando que sua convecção central havia sido severamente cortada a sudeste, expondo parcialmente seu centro de circulação de baixo nível, juntamente com erosão significativa de suas periferias ocidentais devido a uma intrusão de um vale nivelado a sudoeste. Em 4 de março, Judy fez a transição para um ciclone extratropical com força de tempestade, com seus ventos enfraquecendo para força de vendaval 12 horas depois. Foi observado pela última vez como uma força de vendaval baixa dois dias depois, em 6 de março, cerca de 955 km (593 mi) ao sul de Tubuai, Polinésia Francesa, então se dissipou ao mesmo tempo em que foi notado pela última vez como uma força de vendaval baixa.

### Ciclone Kevin
Em 27 de fevereiro, o Australian Bureau of Meteorology (BoM) informou que a baixa tropical 18U havia se desenvolvido dentro de um vale de monção de baixa pressão por volta de 180 km (110 mi) ao nordeste de Cooktown em Queensland. Naquela época, o baixo tinha um centro de circulação de baixo nível mal organizado, porém foi melhorando à medida que o ambiente para a ciclogênese tropical tornou-se mais favorável, com 29–30 °C (84–86 °F) temperaturas da superfície do mar, cisalhamento moderado do vento e fraco fluxo equatorial em altitude. No dia seguinte, o sistema progrediu para leste enquanto se organizava gradualmente, com seu centro de circulação de baixo nível sendo deslocado para leste por convecção profunda. Em 1 de março, o JTWC emitiu um TCFA sobre o sistema, enquanto o BoM passou a responsabilidade de alertar o sistema para o FMS ao entrar na bacia do Pacífico Sul, designando o sistema como depressão tropical 09F.

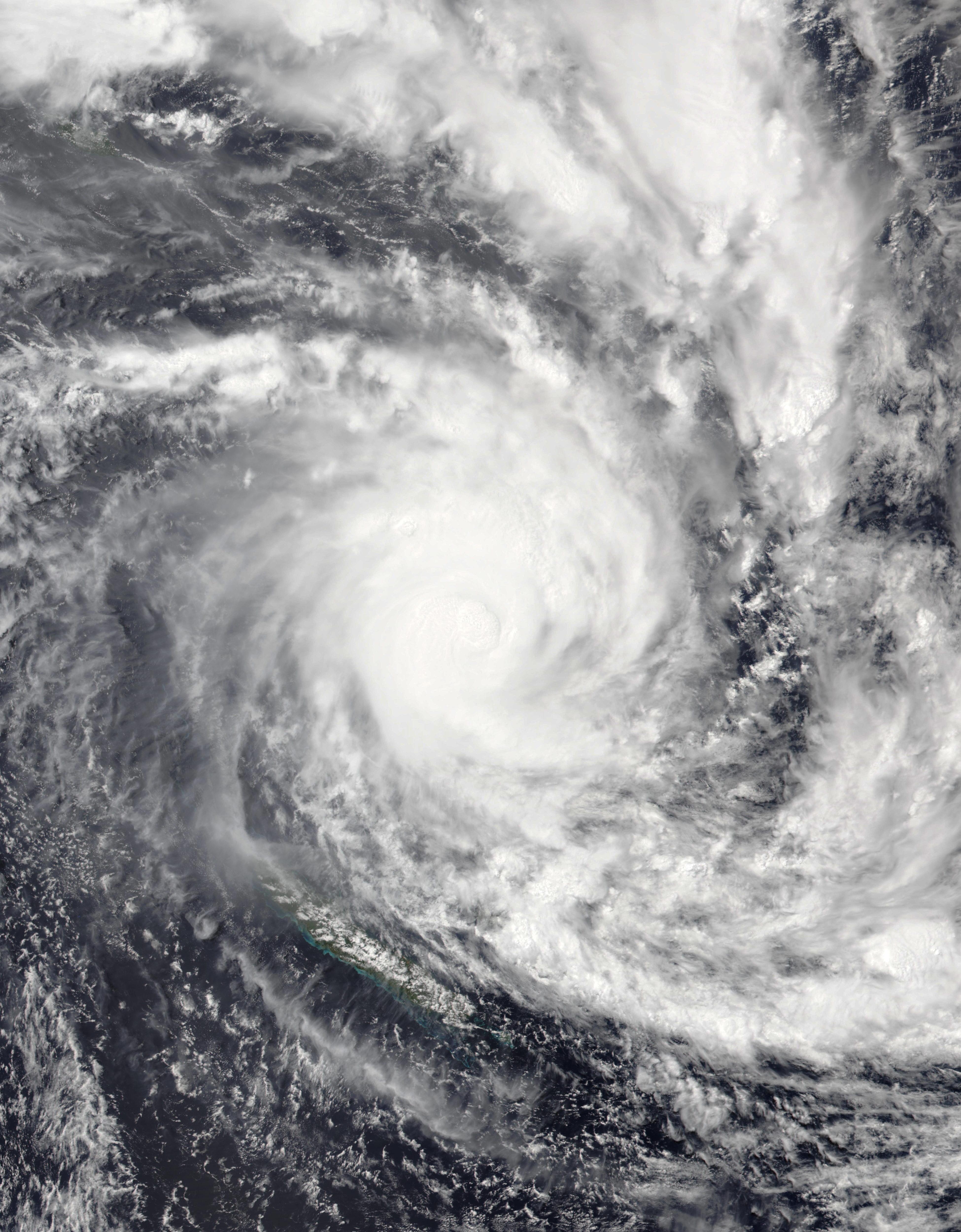
Ciclone Kevin se aproximando de Vanuatu em 3 de março

Às 21:00 UTC daquele mesmo dia, 09F se fortaleceu em um ciclone tropical de categoria 1 na escala australiana, com o FMS nomeando-o como Kevin. O JTWC posteriormente seguiu o exemplo e iniciou alertas sobre o sistema. Movendo-se para leste-sudeste sob a influência de uma cordilheira subtropical na mesma direção, Kevin se intensificou em um ciclone tropical de categoria 2 três horas depois, quando a convecção profunda envolveu firmemente seu centro de circulação de baixo nível parcialmente exposto. Às 18:00 UTC de 2 de março, Kevin se intensificou para um ciclone tropical severo de categoria 3. O JTWC subseqüentemente atualizou o sistema para um ciclone tropical equivalente à categoria 1 na escala Saffir-Simpson três horas depois, quando um grande nublado denso central (CDO) se desenvolveu sobre seu centro de circulação de baixo nível. Devido a um ambiente favorável de temperaturas quentes da superfície do mar, baixo cisalhamento do vento e escoamento radial moderado, Kevin se intensificou para um ciclone tropical equivalente à categoria 2 no dia seguinte, antes de passar por uma fase de rápida intensificação. Às 18:00 UTC do mesmo dia, o FMS informou que Kevin se intensificou ainda mais para um ciclone tropical severo de categoria 4. O JTWC posteriormente atualizou o sistema para um ciclone tropical equivalente à categoria 3 três horas depois, enquanto se movia sobre Erromango e Tanna Island em Vanuatu, antes de limpar 21 nmi (39 km), o que fez Kevin atingir seu pico de intensidade como um ciclone tropical equivalente à categoria 5 na escala Saffir-Simpson em 4 de março, com ventos de 140 kn (260 km/h; 160 mph) de acordo com o JTWC. Ao mesmo tempo, o FMS seguiu o exemplo e atualizou o sistema para um ciclone tropical severo de categoria 5. Kevin então atingiu seu pico de intensidade às 06:00 UTC do mesmo dia, de acordo com o FMS, com ventos sustentados de 115 kn (213 km/h; 132 mph) em 10 minutos.. No entanto, o resfriamento da temperatura da superfície do mar e o aumento do cisalhamento do vento fizeram com que o sistema enfraquecesse para um ciclone tropical equivalente à categoria 4 nove horas depois, quando a estrutura da tempestade começou a se desfazer nas imagens de satélite. Por volta das 18:00 UTC do mesmo dia, o FMS rebaixou Kevin para um ciclone tropical severo de categoria 4, com o JTWC posteriormente rebaixando o sistema para um ciclone tropical equivalente à categoria 3, observando a deterioração significativa de sua estrutura convectiva. O FMS passou a responsabilidade de alertar o sistema para o MetService em 5 de março, ao deixar sua área de responsabilidade enquanto seguia leste-sudeste.

Ao mesmo tempo, o JTWC rebaixou ainda mais Kevin para um ciclone tropical equivalente à categoria 2, pois continuou a enfraquecer rapidamente. Por volta das 06:00 UTC do mesmo dia, o MetService informou que Kevin enfraqueceu ainda mais para um ciclone tropical severo de categoria 3. O JTWC subseqüentemente rebaixou o sistema para um ciclone tropical equivalente à categoria 1, antes de reclassificar Kevin como um ciclone subtropical e emitir seu aviso final nove horas depois, quando o centro de circulação de baixo nível tornou-se parcialmente exposto devido à convecção desacoplada para sudeste. O MetService rebaixou ainda mais Kevin para um ciclone tropical de categoria 2 às 18:00 UTC do mesmo dia, antes de passar para um ciclone extratropical com força de vendaval em 6 de março. Os remanescentes do sistema continuaram para sudeste, antes de enfraquecer abaixo da força do vendaval no final de 8 de março. Os restos de Kevin foram notados pela última vez nos boletins do MetService em 11 de março, antes de se dissiparem totalmente no dia seguinte, ao serem absorvidos por uma frente quente.

## Efeitos

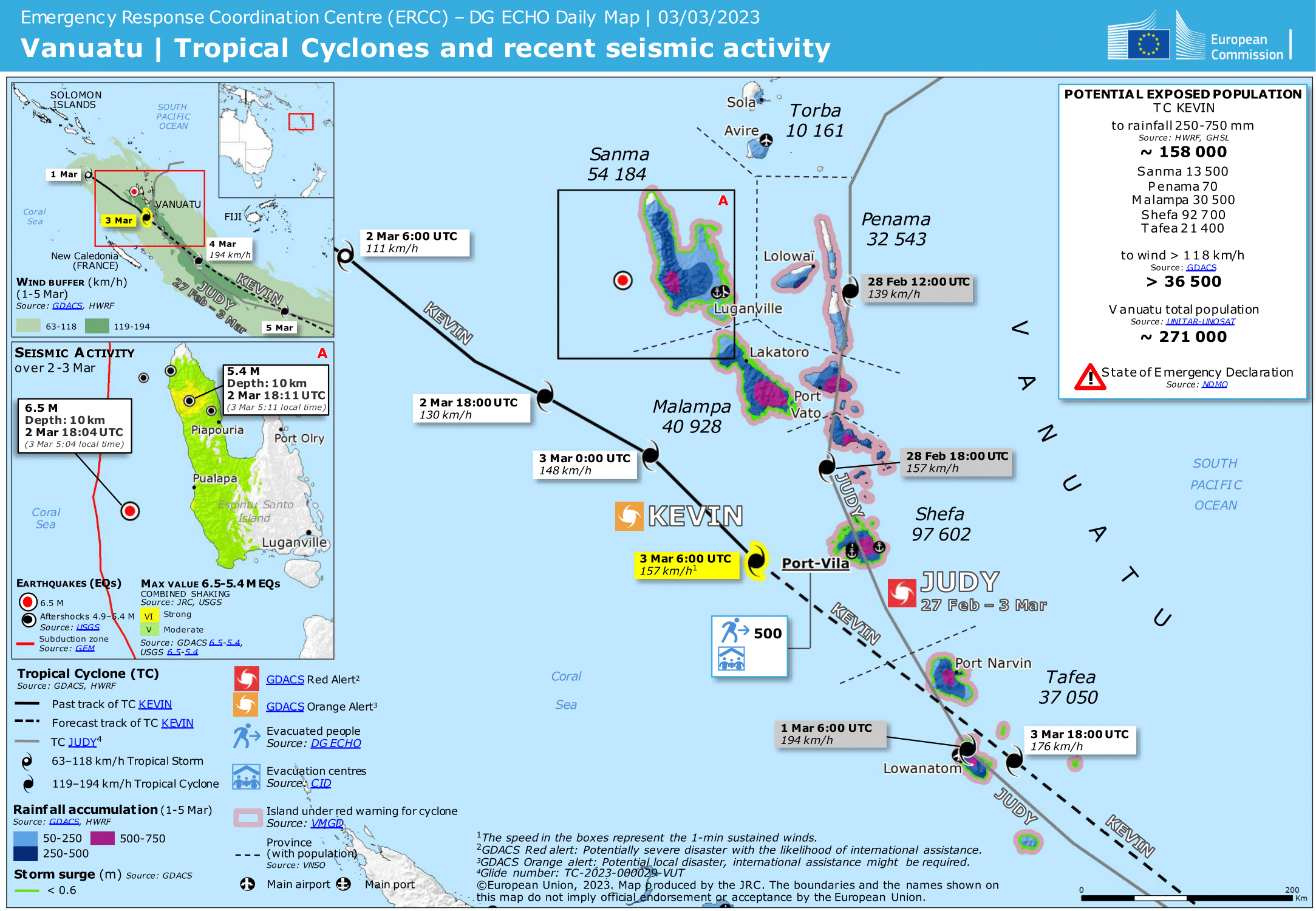
Mapa da situação diária da Direção-Geral de Operações Europeias de Proteção Civil e Ajuda Humanitária (DG ECHO) para Vanuatu em 3 de março

### Ilhas Salomão
Em 26 de fevereiro, o Serviço Meteorológico das Ilhas Salomão começou a emitir boletins meteorológicos especiais, alertando que Judy deveria causar ventos fortes, mar agitado, ondas moderadas a fortes e inundações costeiras nas partes do sul da província de Temotu dentro de 12 - 24 horas. Eles também observaram que ventos fortes de 20–30 kn (37–56 km/h; 23–35 mph), mares moderados a agitados, chuvas fortes e trovoadas devem se desenvolver na maioria das províncias, já que a baixa tropical precursora de Kevin se moveu em direção às ilhas da província de Rennell e Bellona. Depois que Judy foi nomeada, o SIMS emitiu um alerta de ciclone tropical para a província de Temotu e um alerta de distúrbio tropical para o restante das Ilhas Salomão.
O ciclone Judy afetou as Ilhas Salomão no final de fevereiro, enquanto o sistema que se tornou Kevin começou a afetar o país logo depois. Ventos fortes e ondas devastadoras atingiram as muitas ilhas do país por dias. Escolas e empresas foram fechadas em Honiara devido aos ventos. O navio M/V Vatud Star encalhou devido a uma onda traiçoeira. Um pequeno barco que transportava passageiros a caminho de Honiara para a Província Central afundou devido às ondas fortes, mas todos conseguiram nadar para a segurança. As ondas gigantes produzidas pelas tempestades destruíram 12 casas em West Honiara. As comunicações com Lata foram interrompidas.

### Vanuatu

#### Preparações
em 27 Em fevereiro, o governo de Vanuatu emitiu alertas amarelos para as províncias de Torba, Sanma, Penama e Malampa e alertas azuis para as províncias de Shefa e Tafea antes da chegada do ciclone Judy. As quatro províncias amarelas logo foram colocadas sob alerta vermelho, à medida que o ciclone avançava de norte a sul pelo país. O Vanuatu National Disaster Management Office (NDMO) abriu abrigos públicos em Port Vila. O NDMO trabalhou com o Conselho Cristão de Igrejas de Vanuatu para estabelecer abrigos em igrejas no restante da Ilha de Efate e nas ilhas menores vizinhas. Voluntários locais coordenaram com agências internacionais para alertar os moradores sobre a tempestade e fornecer informações de segurança. Escolas e empresas foram fechadas em todo o país e a Air Vanuatu cancelou todos os voos. A UNICEF informou que tinha pessoal de resposta pré-implantado em Vanuatu. A agência tinha estoques de emergência em todo o país, incluindo kits de higiene, kits de saúde, tendas e lonas para apoiar mais de 20.000 pessoas. A Care International pré-posicionou suprimentos domésticos e materiais de construção em Port Vila e Tanna Island.
Antes da chegada do ciclone Kevin em 3 de março, centenas de moradores fugiram para abrigos públicos.

#### Impacto

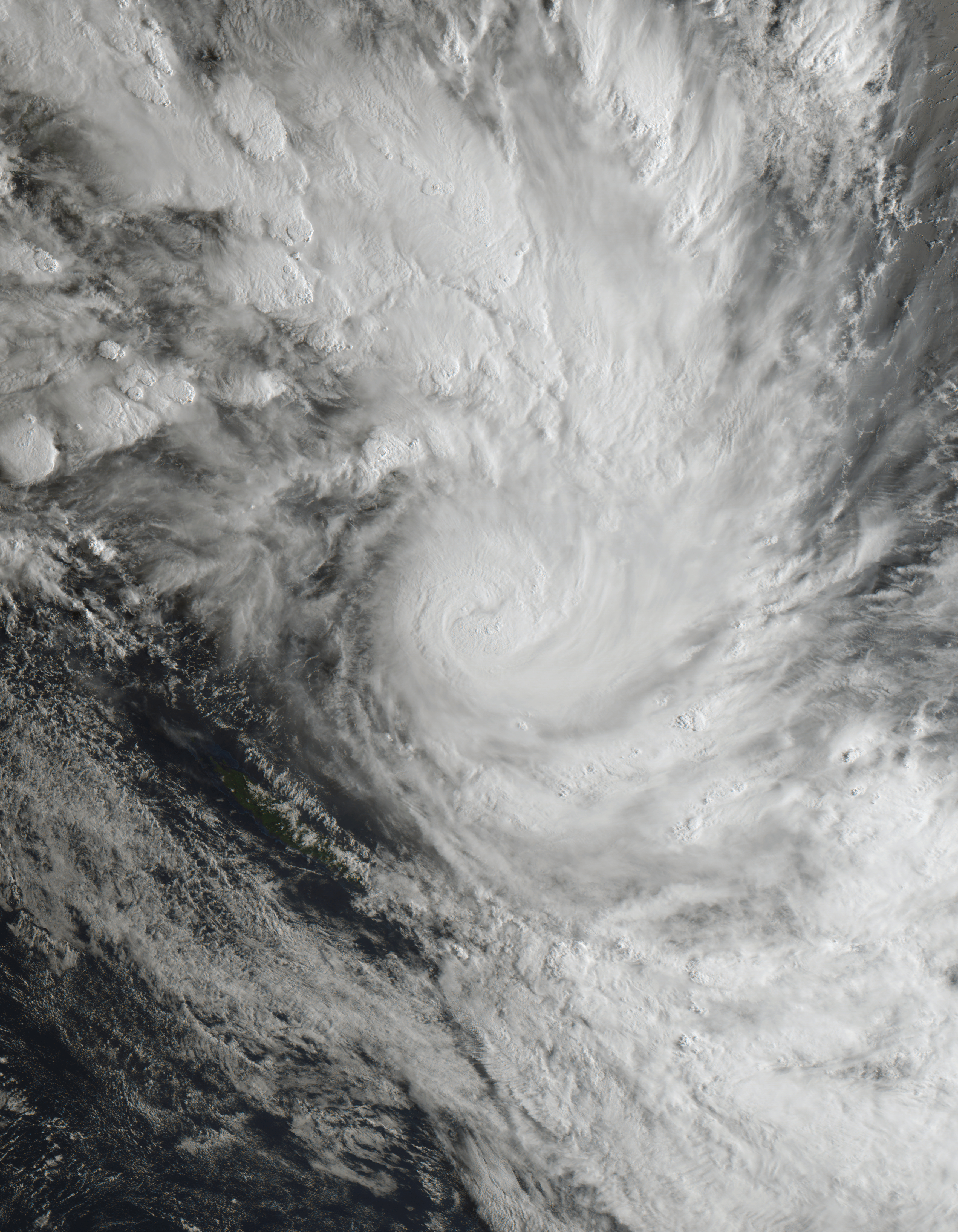
Ciclone Judy sobre a ilha de Efate, Vanuatu em 1º de março

A totalidade de Vanuatu foi afetada por um ou ambos os ciclones em um período de quatro dias. Segundo a DG ECHO, toda a população experimentou ventos de pelo menos 60 km/h (37 mph) ; aproximadamente 251.000 pessoas (80 por cento da população) foram afetados por ventos de categoria –, dos quais 150.000 foram afetados por ventos de categoria –. As primeiras avaliações indicaram que os piores danos ocorreram nas províncias de Malapa, Penama e Shefa. As tempestades impediram o acesso à água corrente nessas áreas e a contaminação do escoamento tornou as águas dos rios impróprias para consumo. Extensas quedas de energia ocorreram, com Port Vila permanecendo offline até 4 de março. O Aeroporto Internacional de Bauerfield sofreu danos. Ventos fortes de Judy arrancaram o telhado da ala infantil do Hospital Central de Vanuatu. Análises de satélite de imagens do Sentinel-2 pelo UNOSAT em 4 de março revelou danos extensos na província de Shefa com danos potenciais de tempestades ao longo da costa oeste da Ilha Efate. Estruturas danificadas foram encontradas na Ilha Aniwa e na Ilha Erromango, na Província de Tafea.
O ciclone Judy trouxe ventos com força de furacão para a Ilha Efate em 28 de fevereiro, e seu olho passou diretamente sobre a capital Port Vila. As ilhas Erromango e Tanna perderam todas as comunicações em 1 de março, com o último permanecendo isolado quase uma semana depois. O ciclone tropical Judy vem trazendo fortes chuvas e ventos fortes, e exigindo a retirada de moradores da capital, Port Vila. No entanto, não há relatos de mortes ou ferimentos graves em Port Vila devido ao ciclone Judy.
Como o ciclone Kevin estava impactando a nação em 3 de março, o sismo de 6,5 M atingiu a oeste do Espírito Santo a uma profundidade de 10 km (6.2 mi). O terremoto teve uma intensidade máxima de Mercalli Modificada de VI, indicando fortes condições de agitação. O Centro de Alerta de Tsunami do Pacífico indicou que não há risco de tsunami. Um tremor secundário de terremoto de magnitude 5,5 atingiu a ilha logo depois.

### Efeitos em outros lugares
Em 28 de fevereiro, o MetService da Nova Zelândia observou o risco de ventos fortes e grandes ondas para a Nova Caledônia quando o ciclone Judy passou para o nordeste. Um alerta pré-ciclone foi emitido para a província de Loyalty Islands em 2 de março enquanto Kevin passava para o nordeste.
O Serviço Meteorológico de Tonga afirmou que os ciclones provavelmente permaneceriam longe o suficiente para não causar muito impacto; no entanto, existia uma pequena chance de Kevin afetar o reino. Durante a noite de 4 – 5 de março, Kevin entrou nas águas territoriais de Tonga no grupo de ilhas ʻOtu Muʻomuʻa perto de Tele-ki-Tokelau e Tele-ki Tonga. a partir de 6 de março nenhum dano foi relatado.
Embora Kevin tenha permanecido bem ao sul e oeste de Fiji em 3 de março, o mau tempo associado a um vale levou à emissão de avisos de chuva forte para as províncias de Ba, Kadavu, Lau, Lomaiviti, Nadroga-Navosa e Ra. O Serviço Meteorológico de Fiji alertou que as ilhas mais ao sul podem ter ventos de 45 to 85 km/h (28 to 53 mph) juntamente com ondas oceânicas prejudiciais. Ventos fortes derrubaram uma árvore poinciana real em Naikabula, província de Ba, destruindo uma casa no processo.

## Consequências

### Vanuatu
O governo de Vanuatu declarou estado de emergência em 2 de março. Logo após a passagem de Judy, o governo solicitou assistência internacional da Austrália e da Nova Zelândia. O primeiro se comprometeu a fornecer água, suprimentos médicos e equipes de avaliação de danos até 6 de março. De acordo com o acordo FRANZ, o Alto Comissariado da Nova Zelândia chefiou a coordenação com a Austrália, França e Nova Zelândia para esforços de socorro. Em dois dias, duas aeronaves C-17 Globemaster chegaram a Port Vila carregando os suprimentos iniciais e uma equipe de resposta rápida de 12 pessoas. em 5 de março, o HMAS Canberra da Royal Australian Navy partiu de Sydney, na Austrália, em direção a Vanuatu. O navio carregava 600 funcionários da Força de Defesa Australiana, três helicópteros CH-47 Chinook e embarcações de desembarque para implantação. O navio também poderia servir como um hospital móvel. A World Vision Australia montou um centro de desastres para distribuir suprimentos em Port Vila. A Nova Zelândia, ainda se recuperando dos impactos do ciclone Gabrielle, implantou uma aeronave C-130 Hercules transportando água, kits de abrigo temporário e kits de higiene em 4 de março. Uma equipe de sete membros também foi enviada para auxiliar na coordenação da resposta. Além disso, o governo fez uma doação em dinheiro de NZ$ 150.000 para Vanuatu. O primeiro-ministro de Papua Nova Guiné, James Marape, ofereceu assistência a Vanuatu em 6 de março.
A UNICEF enviou uma equipe de 16 membros a Vanuatu para realizar avaliações de necessidades e auxiliar na distribuição de suprimentos até 4 de março. Eles fizeram parceria com a Vanuatu Red Cross Society por 4 de março para distribuir suprimentos de emergência aos residentes afetados. A agência também prometeu suprimentos adicionais de estoques em Fiji. A DG ECHO enviou o seu Coordenador de Resposta Rápida para realizar uma avaliação das necessidades em 6 de maio.
A Digicel suspendeu as tarifas de chamada para Vanuatu de Fiji, Samoa, Tonga e Nauru de 6 a 19 de maio.